# サミュエル・ウェーバー
サミュエル・ウェーバー（Samuel Weber, 1940年、ニューヨーク - ）は、アメリカ合衆国のノースウェスタン大学アヴァロン基金人文学教授。また、スイス・ザースフェーのヨーロピアン・グラデュエート・スクール教授も務める。
コーネル大学でポール・ド・マンの指導のもと博士論文を執筆した後、ウェーバーはドイツの哲学者テオドール・アドルノの初めての英訳論文集の翻訳を行った。それ以来、ドイツ、フランス、アメリカの各地で教鞭をとっている。
1970年代と1980年代には、フランスの哲学者ジャック・デリダと精神分析家ジャック・ラカンの著作を紹介・解釈する役割をアメリカとドイツで果たした。ウェーバーは独自の哲学者、理論家、批評家としても認識されており、著作は文学や哲学のテクストの精密かつ脱構築的な読解によって特徴づけられている。ノースウェスタン大学の批評理論パリ・プログラムのディレクターも務める。

## 著作
- Inquiétantes singularités. Translated by Charles Coustille. Editions Hermann, 2014. ISBN 2705687912
- Benjamin's Abilities. Harvard University Press, 2008. ISBN 0674028376
- Return to Freud: Jacques Lacan's Dislocation of Psychoanalysis. Translated by Michael Levine. Cambridge University Press, 2008. ISBN 0521377706
- 野内聡訳『破壊と拡散』月曜社、2005年
- Targets of Opportunity: On the Militarization of Thinking. Fordham University Press, 2005. ISBN 0823224767
- Theatricality as Medium. Fordham University Press, 2004. ISBN 0823224163
- Mass Mediauras: Essays on Form, Technics and Media. Edited by Alan Cholodenko. Power Publications/Stanford University Press, 1996. ISBN 0804726752
- Institution and Interpretation. University of Minnesota Press, 1987. ISBN 0804731187
- (With Der Hexenbrief) Mit Lacan. Rotation, 1982. ISBN 3883840084
- The Legend of Freud. The University of Minnesota Press, 1982. ISBN 0804731209
前田悠希訳『フロイトの伝説』法政大学出版局、2009年
- Unwrapping Balzac: A Study of "La Peau de Chagrin". University of Toronto Press, 1979. ISBN 0802054463